# قائمة التراث المدمر
قائمة التراث المدمر: هذه قائمة بمواقع التراث الثقافي؛ التي تضررت أو دُمرت بغير قصد، أو عمدًا، أو بسبب كارثة طبيعية، مرتبة حسب القارة، ثم حسب البلد.
يمكن تقسيم التراث الثقافي إلى نوعين رئيسيين: التراث المادي والتراث الثقافي الغير مادي. الأول يشمل:- التراث المبني مثل المباني الدينية والمتاحف والآثار والمواقع الأثرية، والتراث المنقول مثل: الأعمال الفنية والمخطوطات. يشمل التراث الثقافي الغير المادي:- العادات والموسيقى والأزياء والتقاليد الأخرى داخل ثقافة معينة. تتناول هذه المقالة بشكل أساسي تدمير التراث المبني؛ يتم التعامل مع تدمير التراث المنقول والقابل للجمع؛ على أنه تدمير للفن، في حين يظل تدمير التراث الصناعي المنقول موضع تجاهل تام تقريبًا.
يعتبر التدمير المُتَعمد والمُمَنهج للتراث الثقافي، مثل:- تدمير تنظيم داعش للمواقع التراثية والمنظمات الإرهابية الأخرى، شكلاً من أشكال الإبادة الجماعية الثقافية.

## أفريقيا

### مصر
- تم تدمير مكتبة الإسكندرية أثناء الغزو التدمري لمصر والهجوم الروماني المضاد التالي خلال القرن الثالث الميلادي.
- في أواخر القرن الثاني عشر، هدم السلطان العزيز عثمان جزءًا من هرم منقرع.
- تعرض فنار الإسكندرية، إحدى عجائب الدنيا السبع، لأضرار بالغة بسبب الزلازل في القرنين العاشر والرابع عشر، قبل أن يتم هدمها[5] في عام 1480؛ لإفساح المجال أمام قلعة قايتباي. تم استخدام بعض حجارة الفنار في بناء القلعة، وبقيت بعض البقايا الأخرى تحت الماء.
- فيلا اجيون الإسكندرية.[6]
- جزء منحوت في الصخر من معبد جرف حسين؛ الذي غمرته بحيرة ناصر
- الأشياء المسروقة من مسجد ابن تغري بردي ومسجد الرفاعي.[7]
- المجمع العلمي المصري، تم تدميره في 17 ديسمبر 2011 أثناء المظاهرات المناهضة للحكومة.

### ليبيا
- خلال الحرب الأهلية الليبية (2011)، تعرضت مواقع مختلفة للتخريب أو النهب أو التدمير.[8]
- وفي مارس 2015، خلال الحرب الأهلية (2014-2020)، دمر تنظيم الدولة الإسلامية الأضرحة الصوفية بالقرب من طرابلس.

### مدغشقر
في نوفمبر 1995، اندلع حريق في روفا في أنتاناناريفو، وهو مجمع قصر ملكي؛ كان بمثابة منزل الملوك في مملكة ميرينا منذ القرن السابع عشر. دمر الحريق جميع مبانيها أو ألحق بها أضرارًا جسيمة. بدأت المرحلتان الأخيرتان من إعادة بناء مانجاكاميادانا (قصر الملكة) بحلول عام 2010، وبحلول يوليو 2020، تم تجديد المبنى بالكامل.

### مالي
- تعرض الجامع الكبير في جينيه للسقوط في حالة سيئة؛ بعد غزو جني من قبل سيكو أمادو في عام 1818. ولكن أعيد بناؤه في عام 1907.
- تم تدمير أجزاء من موقع التراث العالمي في تمبكتو بعد معركة جاو في عام 2012، رغم إدانة اليونسكو، ومنظمة التعاون الإسلامي، ومالي، وفرنسا.

### نيجيريا
- خلال حملة بنين 1897، شنت الإمبراطورية البريطانية حملة عسكرية ضد مدينة بنين، عاصمة إمبراطورية بنين (لا علاقة لها بالدولة الحديثة المعروفة باسم بنين)، ونهبت وأحرقت المدينة. تم تدمير جدران بنين والقصر الملكي لـأوبا بنين، في حين أن برونزيات بنين محفوظة حاليًا في المتحف البريطاني.
- خلال جهاد الفولا في القرن الثامن عشر والتاسع عشر في غرب أفريقيا، دمر جهاديو شعب الفولاني نجازارغامو، عاصمة إمبراطورية كانيم-بورنو.
- أثناء معركة جاواكوك، دمرت خلافة صكتو مدينة هوسا- ولاية جوبي.

### السودان
كاتدرائية فرس التي غمرتها بحيرة ناصر؛ تم إنقاذ اللوحات، وهي الآن في معرض فرس في وارسو ومتحف السودان الوطني.

### جنوب أفريقيا
دمر حريق جبل تيبل 2021 جزئيًا أو كليًا العديد من المباني والمجموعات التاريخية و/أو ذات الأهمية الثقافية في جامعة كيب تاون، بما في ذلك طاحونة موسترت (أقدم طاحونة هوائية عاملة في جنوب إفريقيا، بُنيت عام 1796) ومكتبة المجموعات الخاصة بالجامعة، والتي ضمت أكثر من 1300 نسخة مجموعات، وأكثر من 85000 كتاب وعناصر أخرى، بما في ذلك الكتاب المقدس ذو الأهمية التاريخية، ورسم توضيحي أصلي لـكتاب الأدغال، ورسومات وخرائط ونصوص لقصص من شعب البانتو سكان شبة جزيرة كيبالأصليين، وقاموس رئيسي للغة الكوسية، ونسخ من صحف بلغة الهوسا التاريخية، وأوراق راي ألكسندر سيمونز، وأرشيفات الأوراق المتعلقة بالعديد من حركات المقاومة الداخلية للفصل العنصري. ومن المعروف أن الحريق التهم غرفة القراءة بالمكتبة كلياً، لكن نظام كشف الحرائق منع وصول الحريق إلى بقية المكتبة، ومن المحتمل أن تكون معظم المجموعات محفوظة؛ ومع ذلك، من المحتمل أن تكون بعض المجموعات النادرة قد فُقدت. وجد تقييم لاحق أن: الغالبية العظمى من مجموعة الدراسات الأفريقية المنشورة (حوالي 70.000 مادة)، وتم إتلاف أقراص الفيديو الرقمية DVD لمجموعة أفلام الدراسات الأفريقية بأكملها (حوالي 3500 مادة)، بالإضافة إلى الوثائق المتعلقة بالجامعة نفسها، وكذلك أي مخطوطات أو أرشيفات؛ يتم الاحتفاظ بها في غرفة القراءة لرقمنتها أو بعد رقمنتها، لكن تم الحفاظ على المجموعات النادرة والعتيقة المحفوظة تحت الأرض، بما في ذلك الوثائق الهامة وأعمال شعب بوشمن والـخويخوئيون؛ الذين عاشوا في المنطقة في سبعينيات القرن التاسع عشر.

### زيمبابوي
واجهت زيمبابوي العظمى بعض الأضرار منذ الحقبة الاستعمارية. تسبب نزع الذهب والمصنوعات اليدوية في حُفر الهواة -التي قام بها الأثريون الاستعماريون الأوائل- في أضرار واسعة النطاق، ولا سيما الحُفر الذي قام به ريتشارد نيكلين هول؛ الذي كان مُصممًا على العثور على دليل على أن: الأثر العظيم لم يتم بناؤه من قبل الأفارقة الأصليين؛ حتى تخلى في النهاية عن هذا الاعتقاد. حدث تلف شامل؛ بسبب تعدين بعض الآثار؛ بحثًا عن الذهب. تسببت محاولات إعادة التشكيل منذ عام 1980 في المزيد من التلف، مما أدى إلى عزل المجتمعات المحلية عن الموقع. مصدر آخر للتلف الذي لحق بالآثار؛ يرجع إلى كون الموقع مفتوحًا أمام الزوار، مع حالات عديدة لأشخاص تسلقوا الجدران، ومشوا فوق الرواسب الأثرية، والإفراط في استخدام ممرات معينة؛ كان لها مجتمعة تأثيرات كبيرة على أبنية في الموقع. والتي تقترن مع الأضرار الناجمة عن التجوية الطبيعية التي تحدث مع مرور الوقت؛ بسبب نمو الغطاء النباتي، وتكوم الأساسات، والتعرية الناجمة عن الطقس.

## آسيا

### أفغانستان
- أثناء الحرب السوفيتية في أفغانستان، حدثت عمليات نهب واسعة النطاق في العديد من المواقع الأثرية بما في ذلك هادا، موقع آي خانم القديم، ومجمع الدير البوذي في تيبي شورتر- الذي يعود تاريخه إلى القرن الثاني الميلادي- ومتحف كابول الوطني. تعرضت هذه المواقع للنهب من قبل العديد من اللصوص، بما في ذلك القوات الحكومية الموالية لروسيا، والقرويين المُعدمين، وعصابات الجريمة المحلية. تعرض المتحف الوطني الأفغاني للضرر الأكبر، حيث أدى النهب الممنهج إلى نهب مجموعة المتحف والمعهد الأثري المجاور. نتيجة لذلك، أكثر من ثلثي مائة ألف قطعة من كنوز وتُحف المتحف فُقدت أو دمرت.[21]
- زوج من التماثيل الضخمة -التي تعود إلى القرن السادس الميلادي والمعروفة باسم بوذا باميان- تم تفجيرهما بالديناميت في عام 2001 على يد حركة طالبان، التي صرحت بأنهما طواغيت مُبتَدعة.

### أرمينيا
- في عام 1870، سجل تقرير صادر عن النيابة الملكية على القوقاز (1801-1917)؛ وجود 269 مسجدًا شيعيًا في المنطقة.[22]
- بعد عام 1917، تم هدم العديد من المباني الدينية في المدينة؛ وفقًا لسياسات التحديث والسياسات المناهضة للدين؛ التي اتبعتها الحكومة السوفيتية.[23] وقد تم هدم مسجد في يريفان بجرافة بداية عام 1990، تم ذلك كـنتيجة لـقيام أذربيجان بتدمير الكنيسة الأرمينية في باكو.[24] اليوم لم يتبق في المدينة إلا المسجد الأزرق.

### أذربيجان
- دمرت السلطات الأذربيجانية المقبرة الأرمينية في جلفا في ديسمبر 2005 في منطقة نخجوان.[25] ونفى المندوب الأذربيجاني لـنخجوان وجود مقبرة أرمينية هناك في المقام الأول.[26]
- هدمت السلطات الأذربيجانية كنيسة السيدة العذراء المقدسة في باكو في عام 1992 كجزء من حملة "de-Armenisation"[27] التي جرت أيضاً في نخجوان. وتم تحويل الباقي إلى مطعم.[28][29]

### البحرين
دمرت الحكومة البحرينية ما لا يقل عن 43 مسجدًا شيعيًا، بما في ذلك مسجد الأمير محمد البراغي المزخرف الذي يبلغ عمره 400 عام، والعديد من الأبنية الدينية الأخرى خلال الاحتجاجات البحرينية 2011.

### الصين
- مر معبد فامن التاريخي بعدة فترات من التدمير. تم تشييده لأول مرة خلال عهد سلالة هان الحاكمة (25-220 م)، تم تدميره خلال سنوات حكم سلالة تشو الشمالية (557-581). بعد إعادة بنائه، تم تدميره مرة أخرى بسبب زلزال خلال سنوات لونغتشينغ (1567-1572) من سلالة مينغ الحاكمة. وبعد إعادة إعماره مرة أخرى، تم تدميره مرة أخرى خلال الثورة الثقافية 1966-1976. تم الانتهاء من المبنى الحالي في عام 1987.
- دمر تمرد هوانغ تشاو (874-884) مدينة تشانغآن، العاصمة التاريخية للعديد من الإمبراطوريات الصينية القديمة. تم نهب المدينة واحتلالها من قبل المتمردين؛ الذين نهبوا وهدموا المباني، أُعيد استخدام موادها بعدئذ؛ لبناء العاصمة اللاحقة لويانغ. لم تتعاف تشانغآن أبدًا بعد هذا المحو، وأعقب ذلك تراجع سلالة تانغ الحاكمة. أكمل تشو وين -ملازم أول في هوانغ تشاو:- "حصل التدمير بـتفكيك تشانغآن، ونقل المواد شرقًا إلى لويانغ". ادعى مصدر صيني من العصور الوسطى أن تمرد هوانغ تشاو قتل 8 ملايين شخص.[30] ارتكب جيش هوانغ تشاو في جنوب الصين مذبحة قوانغتشو ضد التجار الأجانب العرب والفارسيين المسلمين، والزرادشتيين، واليهود والمسيحيين في 878-879 في الميناء البحري والمركز التجاري في قوانغتشو.[31]
- أثناء الاضطهاد الممنهج للبوذيين في عام 845 م؛ على يد الإمبراطور الطاوي ووزونغ من سلالة تانغ، تم تدمير أكثر من 4600 معبد بوذي في جميع أنحاء الإمبراطورية.[32]
- في عام 955، أمر الإمبراطور شيزونغ من سلالة تشو التالية بالتدمير الممنهج لتماثيل بوذا؛ بسبب الحاجة إلى النحاس؛ لسك العملات المعدنية. أدى المرسوم إلى تدمير 3336 معبدًا بوذيًا من أصل 6030 معبدًا بوذيًا في الصين.[33]
- في عام 1739، تم تضرر معبد باغودا في تشينغتيان؛ إثر هزة أرضية عنيغة ضربت مدينة ينشوان. تم ترميم الباغودا لاحقًا في عام 1820.[34]
- تم تدمير برج نانجينغ الخزفي، الذي يعود تاريخه إلى القرن الخامس عشر، أثناء تمرد تايبينغ (1850-1864). تم بناء نسخة حديثة بالحجم الطبيعي في عام 2015.[35]
- في عام 1860، تم إحراق معظم حديقة يوانمينغيوان، وهي قصر إمبراطوري من عهد سلالة تشينغ الحاكمة، ونهبه خلال حرب الأفيون الثانية. تم نهب القصر مرة أخرى وتدميره من قبل حلف الأمم الثمانية عندما اجتاحوا بكين.

### إيران
- في عام 330 قبل الميلاد، أرسل الإسكندر الأكبر القوة الرئيسية لجيشه إلى تخت جمشيد (برسيوبوليس) عبر الطريق الملكي ودمرها.
- في عهد ناصر الدين القاجاري، تم هدم قلعة نهاوند على أمل العثور على كنوز تحتها.
- في عام 861م، تم قطع شجرة مقدسة في الديانة الزرادشتية -تسمى سرو كاشمر- بأمر من الخليفة العباسي المتوكل.

### العراق
- يُعتقد أن حدائق بابل المعلقة، إحدى عجائب الدنيا السبع، قد دُمرت في وقت ما بعد القرن الأول الميلادي. لم يؤكد علم الآثار وجودها، وكانت هناك اقتراحات بأن: الحدائق كانت أسطورية بحتة.
- مدينة بغداد المدورة، مقر الخليفة العباسي، تم نهبها من قبل المغول بقيادة هولاكو خان عام 1258. تم تدمير جزء كبير من المدينة وكذلك نظام الري وبيت الحكمة والمكتبة والمركز الفكري. تعرضت المدينة للهجوم مرة أخرى من قبل تيمورلنك عام 1401، مما أدى إلى تدميرها تقريبًا.
- تم هدم العديد من أبواب بغداد التاريخية؛ التي يعود تاريخها إلى القرن الثاني عشر على يد قوات الحلفاء والعثمانية المُحتلة خلال الحرب العالمية الأولى.[36]
- منذ الغزو الأمريكي للعراق عام 2003، تم نهب العديد من المواقع الآثرية والمتاحف، بما في ذلك مدن أداب والحضر وإيسن القديمة؛ حيث غابت حماية القوات المسلحة الأمريكية. وأبرزها المتحف العراقي حيث تم نهب ما يصل إلى 170 ألف قطعة، بما في ذلك تماثيل يبلغ عمرها 5000 عام. بالإضافة إلى ذلك، شهدت عدة مواقع مثل بابل تدمير باطنها الغني بالآثار؛ نتيجة للتخطيط العسكري.
- خلال الحرب الأهلية العراقية، التي تلت غزو العراق عام 2003، تم تدمير العديد من المواقع التاريخية من قبل مجموعات مختلفة. في عامي 2006 و2007، تعرضت العتبة العسكرية لتفجير من قبل مسلحين سُنة مرتين خلال عامين. في عام 2006، تم تفجير وتدمير منارة عانة وتمثال أبو جعفر المنصور من قبل مسلحين شيعة. تم إعادة بناء جميع المباني المذكورة آنفاً فيما بعد.
- دمر تنظيم الدولة الإسلامية في العراق وسوريا الكثير من التراث الثقافي في المناطق؛ التي سيطر عليها في العراق. وتعرض ما لا يقل عن 28 مبنى دينياً للنهب والتدمير، بما في ذلك المساجد والمقابر والأضرحة والمزارات الشيعية.[37] بالإضافة إلى ذلك، تم أيضًا تدمير العديد من المواقع والتحف؛ تعود للعصور القديمة والوسطى، بما في ذلك مدينتي كالح ومملكة الحضر الأثريتين، وأجزاء من سور نينوى، وأطلال قلعة الموصل ودير مار إيليا، وقطع أثرية من متحف الموصل.

### إسرائيل وفلسطين
- تم تدمير هيكل سليمان بالقدس على يد الإمبراطورية البابلية الحديثة عام 587 قبل الميلاد، والهيكل الثاني على يد الإمبراطورية الرومانية عام 70 م.
- في أعقاب حرب 1948، واحتلال الجيش العربي للبلدة القديمة في القدس، في ظل ضم الإدارة الأردنية للضفة الغربية، تعرضت المواقع اليهودية للتدمير والتخريب بشكل مُمنهج. على وجه الخصوص، تم تدمير جميع المعابد اليهودية الخمسة والثلاثين في الحي اليهودي باستثناء واحد.[38]
- عقب انتصار إسرائيل في حرب 1967، دمر الجيش الإسرائيلي جزءًا كبيرًا من حارة المغاربة في البلدة القديمة بالقدس لإفساح مكان لساحة أمام حائط البراق.
- تم حرق الكنيسة المعمدانية في القدس في شارع نركيس على يد القوميين اليهود عام 1982،[39] وتعرضت لهجوم متعمد في عام 2007.[40]
- في عام 1996، بدأ وقف القدس أعمال بناء غير مصرح بها على المسجد الأقصى؛ مما أدى إلى إتلاف المباني القديمة وإضعاف استقرار الجدار الجنوبي. تم حفر حمولة 300 شاحنة من التربة السطحية وإلقائها في وادي النار دون السماح بالرعاية الأثرية المناسبة. (انظر مشروع غربلة جبل الهيكل ).
- في عام 2015، في واحدة من سلسلة الهجمات على الكنائس في إسرائيل والضفة الغربية من قبل الجماعات الإرهابية اليهودية، قام مستوطن سابق في الضفة الغربية بإشعال وإضرام النار في كنيسة على شاطئ بحيرة طبريا في شمال إسرائيل. كانت هذه هي الكنيسة؛ التي يعتقد بعض المسيحيين أن يسوع قد نفذ فيها معجزة إطعام الجموع.[41][42]
- تعرض قبر يوسف في مدينة نابلس للتخريب بشكل متكرر، حيث قام رعاع الفلسطينيين بإحراقه ونهبه مباشرة بعد انسحاب القوات الإسرائيلية عامي 2000،[43] و2003،[44] وفي عام 2009، عندما تم تخريب القبر بكتابات جرافيتية تتضمن الصليب المعقوف.[45] تم تخريب القبر مرة أخرى على يد متظاهرين فلسطينيين في عامي 2015 و2022[46][47][48]

### ماليزيا
- كاندي رقم 11 (المعروف أيضًا باسم كاندي سونغاي باتو):- أطلال معبد ومقبرة عمرها 1200 عام تقع في مجمع وادي بوجانج التاريخي في قدح؛ وقد تم هدمه في عام 2013 من قبل مطوري الإسكان؛ الذين ادعوا: أنهم لم يعرفوا الأهمية التاريخية للصرح الحجري.[49]

### جزر المالديف
- في 7 فبراير 2012، في أعقاب الانقلاب الذي أطاح بـمحمد نشيد كـرئيس، اقتحم الإسلاميون المتحف الوطني ودمروا التحف البوذية.[50][51][52][53][54][55][56][57] تم طمس معظم التاريخ المادي البوذي لجزر المالديف.[58][59] تم استهداف القطع الأثرية الهندوسية؛ لمحوها، وتمت مقارنة الأعمال بالهجمات على تماثيل بوذا باميان من قبل طالبان.[60][61][62][63][64][65]

### ميانمار
- تعرض معبد شويداغون في يانغون -المبني خلال القرنين السادس والعاشر الميلاديين- لأضرار بالغة عقب ضرب إعصار نرجس للمنطقة عام 2008، مما تسبب في أسوأ كارثة طبيعية في تاريخ ميانمار المسجل.[66]

### سوريا
- تم تدمير مخطوطة حلب، النص الرسمي للكتاب العبري، جزئيًا خلال أحداث الشغب ضد اليهود في حلب عام 1947.
- تعرض الكثير من التراث الثقافي السوري للتلف أو التدمير أو النهب خلال الحرب الأهلية السورية. تشمل المباني المُدمرة:- مئذنة جامع حلب الكبير وسوق المدينة، في حين تضررت مباني أخرى مثل قلعة الحصن.[67]، مسجد الخسروية (مسجد خسرو).[68]
- دمر تنظيم الدولة الإسلامية (داعش) أسد أسد اللات ومعبد بل ومعبد بعل شمين وقوس النصر ومواقع أخرى في تدمر. كما قام التنظيم بتدمير دير مار إليان وكنيسة شهداء الأرمن والعديد من المنحوتات الأثرية في مدينة الرقة.
- خلال عملية غصن الزيتون عام 2018، أدى القصف التركي إلى أضرار جسيمة في معبد عين دارة في عفرين.[69][70]